# Protestantse Kerk (’s-Heer Hendrikskinderen)

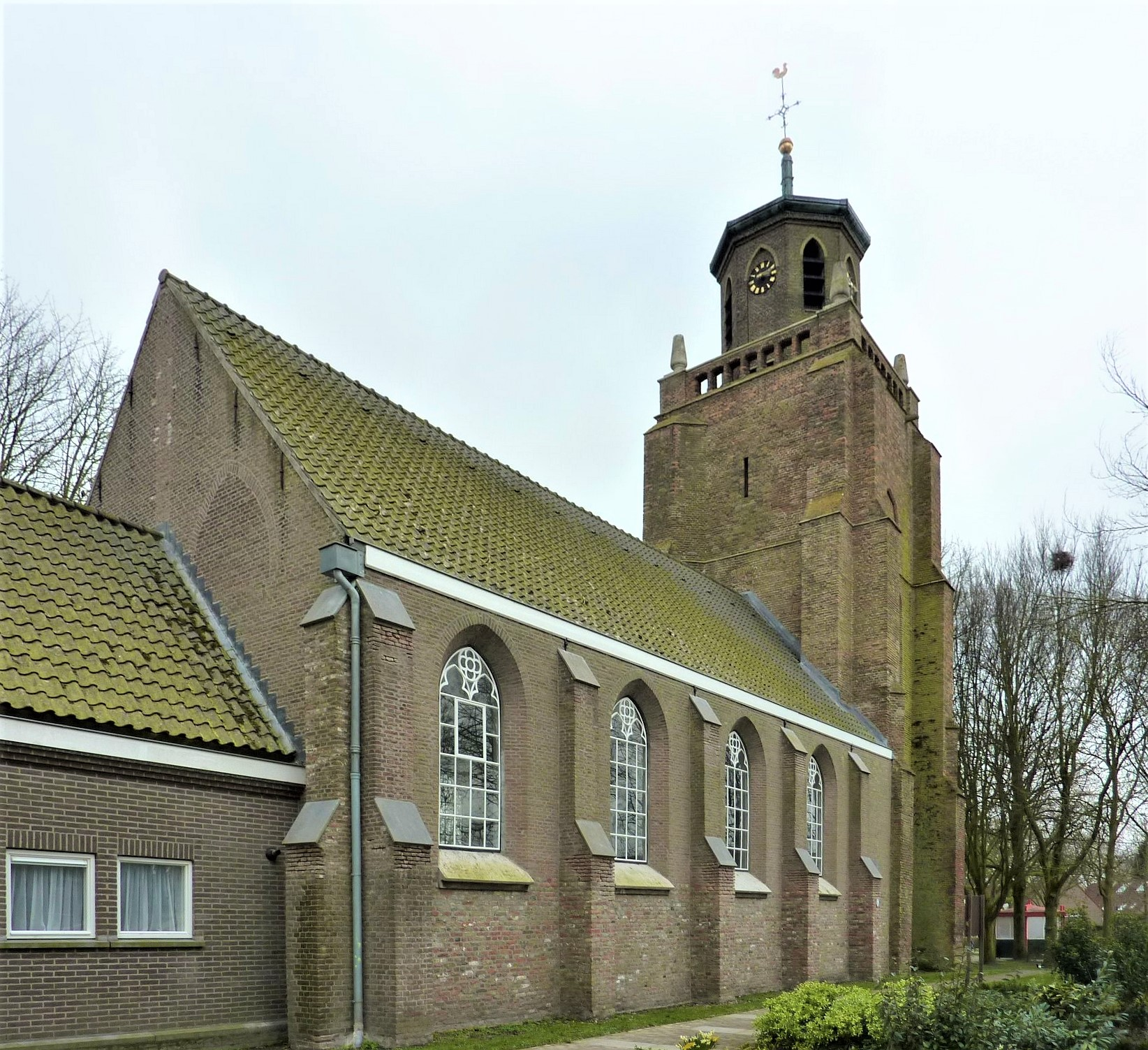
Die Kirche von ’s-Heer Hendrikskinderen

Die Protestantse Kerk (auch Nicolaaskerk genannt) ist eine evangelische Kirche im Ortsteil ’s-Heer Hendrikskinderen der niederländischen Stadt Goes (Provinz Zeeland). Das Kirchengebäude ist als Rijksmonument eingestuft.

## Geschichte

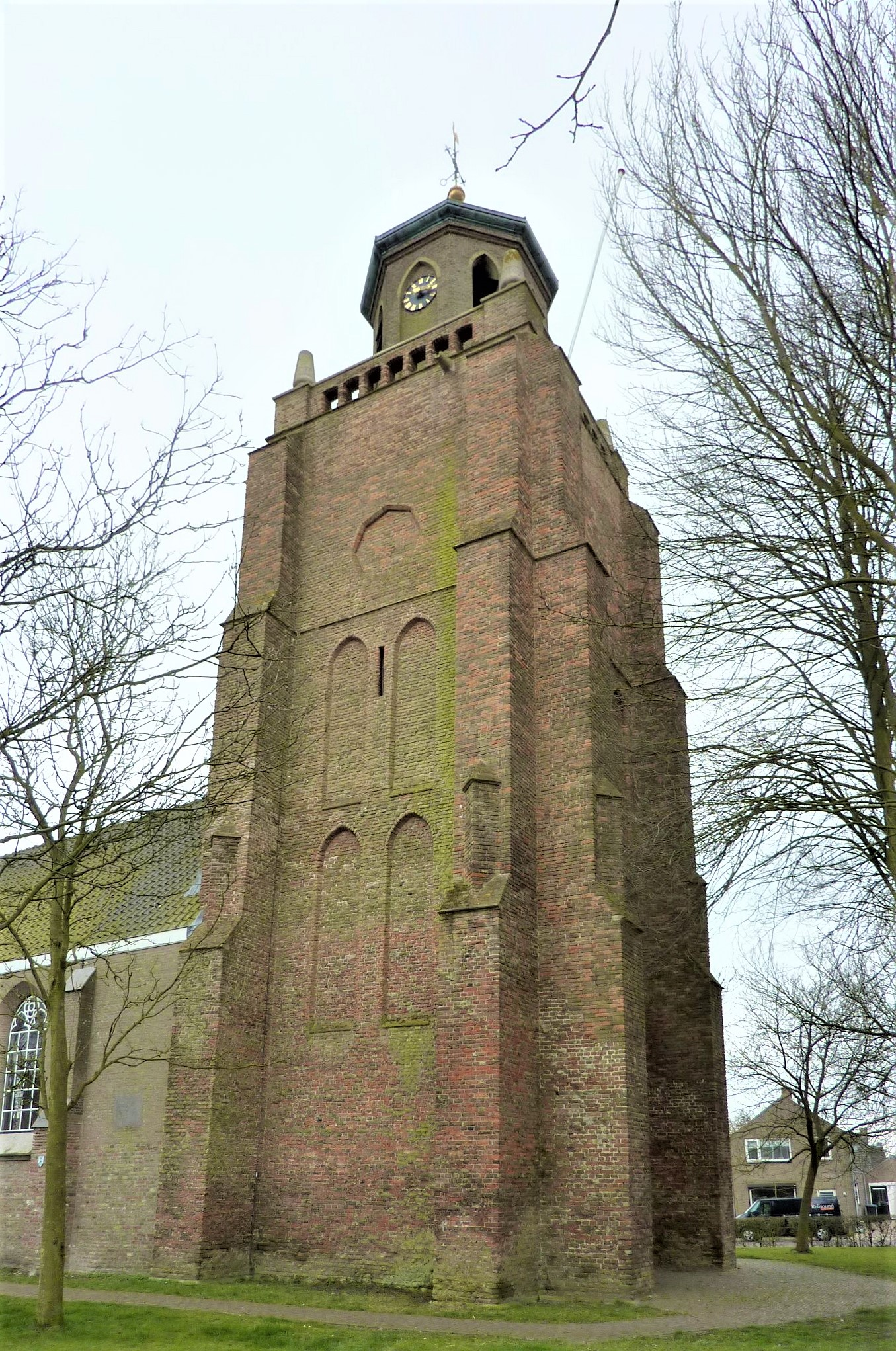
Der gotische Kirchturm

Die Kirche war bis zur Einführung der Reformation dem heiligen Nikolaus von Myra geweiht. Die erste urkundliche Erwähnung erfolgte 1276 als Ecclesia Henrici, die Kirche war eine Abpfarrung von Wissekerke. Die Reformation wurde 1580 eingeführt.
Das Langhaus der Kirche wurde 1805 wegen Baufälligkeit niedergelegt und durch einen schlichten Saalbau in neugotischen Formen ersetzt, der als reformierte Predigtkirche ohne Chorraum errichtet wurde. Der massive, unvollendete gotische Turm stammt aus der ersten Hälfte des 15. Jahrhunderts. Er erhielt im 19. Jahrhundert einen achtkantigen Aufsatz.
Die Kirchengemeinde gehört der Protestantischen Kirche in den Niederlanden an.